# Рольф Рюссман
Рольф Рюссман (нім. Rolf Rüssmann, нар. 13 жовтня 1950, Швельм — пом. 2 жовтня 2009, Гельзенкірхен) — німецький футболіст, що грав на позиції захисника. По завершенні ігрової кар'єри — спортивний функціонер.
Виступав, зокрема, за клуби «Шальке 04» та «Боруссія» (Дортмунд), а також національну збірну Німеччини.
Володар Кубка Німеччини.

## Клубна кар'єра
Народився 13 жовтня 1950 року в місті Швельм. Вихованець футбольної школи клубу «Швельм 06».
У дорослому футболі дебютував 1969 року виступами за команду клубу «Шальке 04», в якій провів чотири сезони, взявши участь у 105 матчах чемпіонату. 
Протягом 1973—1974 років захищав кольори команди клубу «Брюгге».
До складу «Шальке 04» повернувся 1974 року. Цього разу відіграв за клуб з Гельзенкірхена наступні шість сезонів своєї ігрової кар'єри. Більшість часу, проведеного у складі «Шальке», був основним гравцем захисту команди.
У 1980 році перейшов до клубу «Боруссія» (Дортмунд), за який відіграв 5 сезонів. Граючи у складі «Боруссії» також здебільшого виходив на поле в основному складі команди. Завершив професійну кар'єру футболіста виступами за команду «Боруссія» (Дортмунд) у 1985 році.
Помер 2 жовтня 2009 року на 59-му році життя у місті Гельзенкірхен.

## Виступи за збірну
У 1977 році дебютував в офіційних матчах у складі національної збірної Німеччини. Протягом кар'єри у національній команді, яка тривала усього 2 роки, провів у формі головної команди країни 20 матчів, забивши 1 гол.
У складі збірної був учасником чемпіонату світу 1978 року в Аргентині.

## Титули і досягнення
- Володар Кубка Німеччини (1):

«Шальке 04»: 1971-1972